# 赫奕

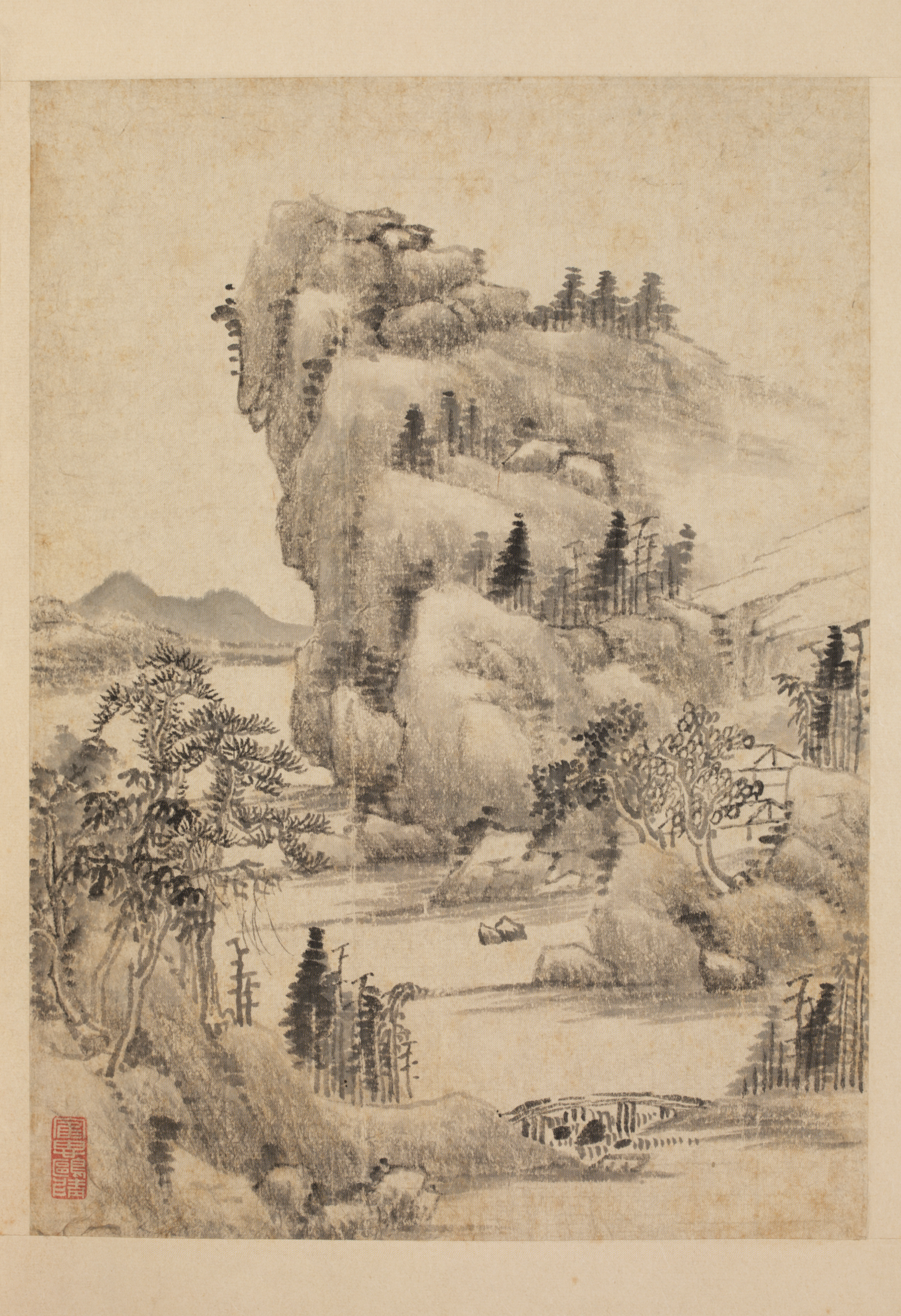
赫奕仿元人山水图（北京故宫博物院藏）

赫奕（穆麟德轉寫：hei，1655年—1731年），又赫颐，赫舍里氏，字澹士，号南谷，别号碧岩箫史，一作碧箫外史，滿洲正黄旗人，开国名臣希福之孙，工部尚书帅颜保之子。清朝政治人物、清朝工部尚書。画家。

## 生平
曾任正黄旗满洲第三叅领第四佐领（系康熙三十四年编立，据《钦定八旗通志》），授一等侍卫，康熙四十年至五十五年任內務府總管。康熈四十二年，首任热河总管（康熈四十二年設，载《钦定热河志》）。康熙五十二年十二月己卯，接替滿篤，擔任清朝工部尚書，后革。由孫渣濟接任。雍正年间任热河都统，雍正十三年再任总管内务府大臣。乾隆八年，尚书衔总管内务府大臣赫奕病故。
性澹泊，琴书之外专事于画。初学黄鼎，继为王原祁弟子。山水宗法元人，而独开生面，迥异时流。时有南王北赫之称。据统计，《石渠宝笈》初编收入赫奕的绘画作品有25幅。

## 家族
- 曾祖父：瑚什穆巴颜
  - 伯祖父：硕色巴克什
    - 堂伯父：索尼 (清朝)，康熙初年辅政大臣之首，一等公；

  - 祖父：希福 (赫舍里氏)，內弘文院大學士，三等子；
    - 伯父：奇塔特，内大臣、三等子；
    - 父：帅颜保，漕运总督、礼部尚书；母佟佳氏。
      - 赫奕，工部尚书、总管内务府大臣；
      - 姐妹：一适奉恩镇国公根度（贝勒尚善第六子）；一适镶黄旗满洲钮祜禄氏头等侍卫侍卫领班博色（额亦都第八子图尔格曾孙）
        - 子：嵩壽，雍正癸卯进士，官至礼部侍郎；肇敏，雍正癸丑进士，任翰林院侍读学士；慧中，官至吏部侍郎；图南，任给事中；
        - 女：一适康熙帝长子胤禔长子宗室公品级弘昱；一适镶黄旗满洲佟佳氏（原正蓝旗汉军佟氏）护军统领庆泰（佟国维幼子）